# Carl Perron

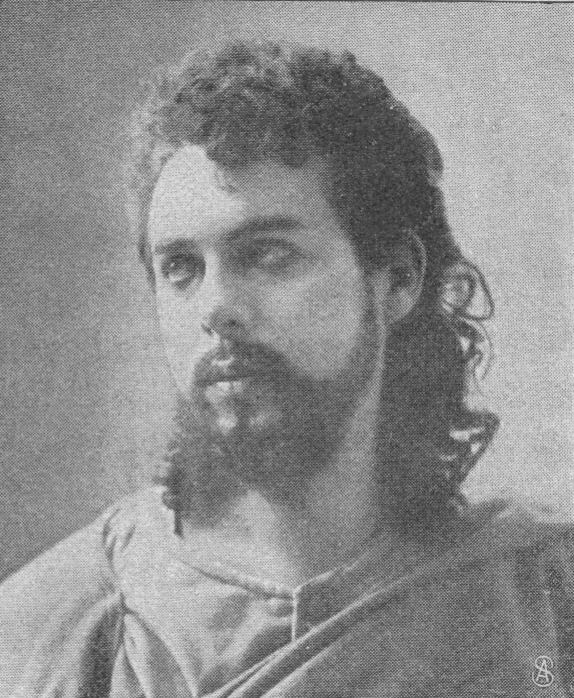
Carl Perron als Amfortas, um 1895

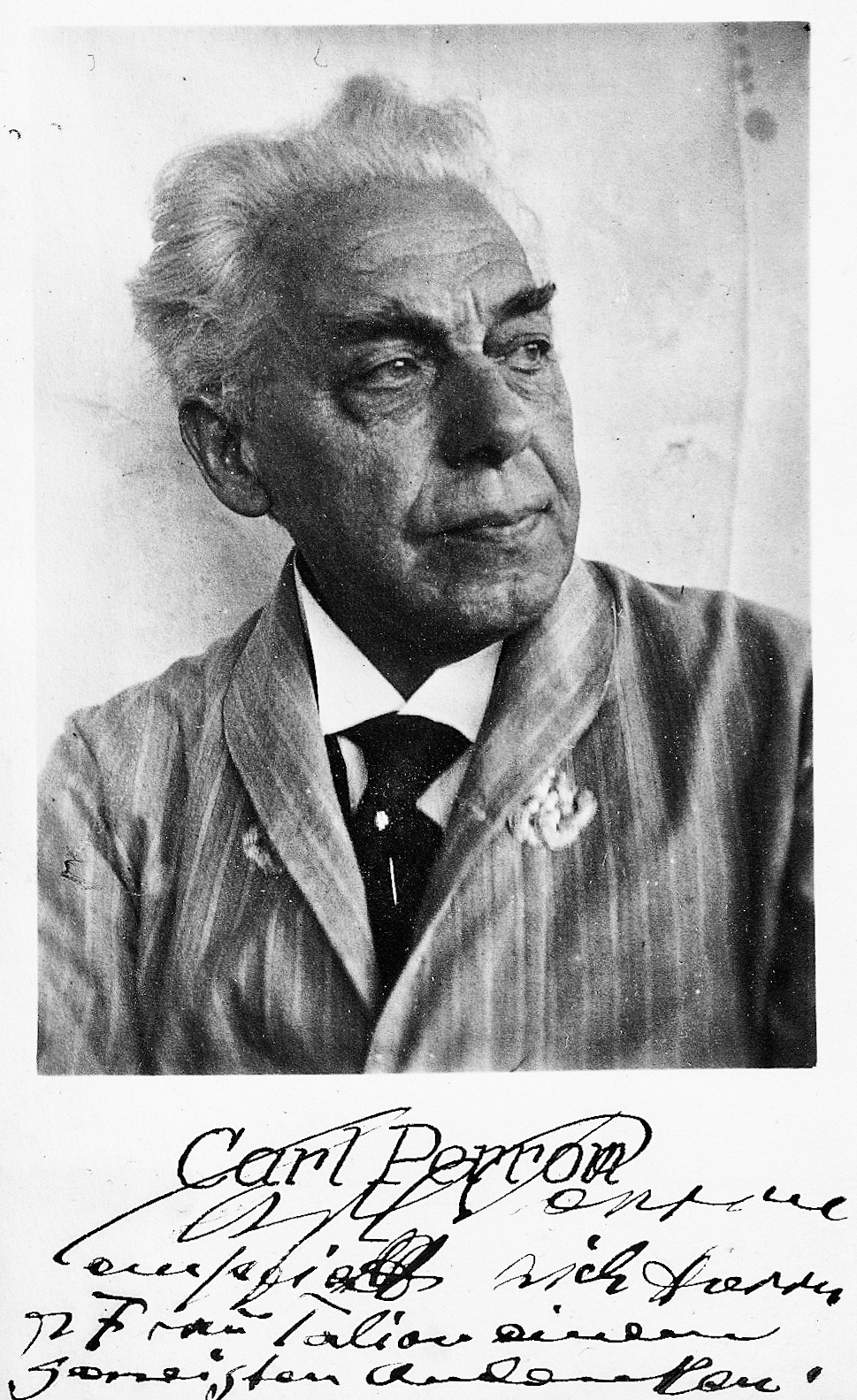
Autogrammkarte mit einem Foto von Carl Perron, um 1920

Carl Perron, auch Karl Perron, geborener Karl Pergamenter, (* 3. Juni 1858 in Frankenthal; † 15. Juli 1928 in Dresden) war ein deutscher Opernsänger (Bassbariton).

## Leben
Carl Perron wurde als Sohn eines Kunsthändlers und Numismatikers in Frankenthal in der Pfalz geboren. Er stammt aus einer der bekanntesten Familien der Stadt. Zu seinen Verwandten zählen unter anderem der königliche Hofbildhauer Philipp Perron (1840–1907) und der Maler und Bildhauer Walter Perron.
Seine Ausbildung absolvierte Perron bei den namhaften Gesangslehrern Julius Hey und Julius Stockhausen. Bei Ernst von Possart studierte er später Schauspiel. Von 1880 bis 1884 trat er als Konzertsänger auf, bis er 1884 als Wolfram im Tannhäuser von Richard Wagner am Opernhaus Leipzig debütierte. Bis 1891 blieb Perron als Mitglied des Opernhauses in Leipzig. Im Jahr 1892 ging er schließlich an die Dresdner Hofoper, wo er bis 1913 angestellt war. In dieser Zeit erlebte nicht nur die Oper in Dresden ihre Blütezeit, sondern auch Perrons Karriere. Er wurde als einer der prominentesten und beliebtesten Sänger an der Dresdner Oper gefeiert. Der Komponist Richard Strauss nannte Perron einen „erstklassigen Sänger“ und setzte ihn 1905 bei der Uraufführung der Salome als Jochanaan zusammen mit Marie Wittich, Irene von Chavanne und Karel Burian ein. In den Jahren 1909 und 1911 folgten mit den Rollen des Orest in der Oper Elektra und der des Ochs auf Lerchenau im Rosenkavalier weitere Zusammenarbeiten mit Richard Strauss. Gerade am Erfolg des Rosenkavaliers trug Perron maßgeblichen Anteil.
Der Sänger war aber auch für seine Inszenierungen der Helden in Richard Wagners Opern berühmt. Von 1889 bis 1904 war er fester Bestandteil der Bayreuther Festspiele. Neben seinem Part als Amfortas im Parsifal trat er als Wotan im Ring des Nibelungen und als Gunther in der Götterdämmerung auf. Mit seiner Leistung in Mozarts Don Giovanni erntete Perron ebenfalls viel Lob. Als Sänger beschränkte er sich allerdings nicht nur auf die Arbeiten von Strauss und Wagner, er verkörperte unter anderem auch Helden in Werken von Felix Draeseke, Oskar von Chelius, August Bungert, Leo Blech, Ambroise Thomas, Heinrich Marschner, Giacomo Meyerbeer, Georges Bizet und Max von Schillings. Hinzu kam die Rolle des Eugen Onegin in der gleichnamigen Oper von Pjotr Iljitsch Tschaikowski bei der Premiere in Dresden. So vielseitig wie seine Auftritte waren Perrons Wirkungsstätten. Er bereiste außer Dresden, Leipzig und Bayreuth, auch Amsterdam, Frankfurt am Main, München, Prag und Riga.
Zu seinem engeren Freundeskreis gehörte der Sänger Karl Scheidemantel. Außerdem belegen Dokumente, dass er zumindest zeitweilig in Briefkontakt mit Engelbert Humperdinck, Robert Seitz und Hermann Heinrich Meier stand.